# Samuel Molyneux
Samuel Molyneux (* 18. Juli 1689 in Chester, Cheshire; † 13. April 1728 in Kew, Surrey) war ein britischer Politiker und Astronom. Zusammen mit James Bradley entdeckte er die Aberration, einen ersten Beweis für das heliozentrische Weltbild.
Er war der zweite Sohn von William Molyneux (1656–1698), der durch seine Arbeiten zur Optik bekannt ist, und studierte am Trinity College, Dublin (MA 1710). Seit 1712 war er "Fellow der Royal Society. Neben seiner politischen Karriere (Mitglied des britischen und irischen Parlaments, Lord of the Admiralty 1727–1728) beschäftigte er sich mit Astronomie. An seiner Privatsternwarte entdeckte er mit seinem Freund James Bradley 1727 die jährliche Aberration des Sternlichts. Die beiden Astronomen hatten beabsichtigt, eine Beobachtung Robert Hookes von 1674 mit einem verbesserten Teleskop zu wiederholen: Hooke hatte eine kleine jährliche Positionsänderung des in Südengland durch den Zenit gehenden Sterns Gamma Draconis (Etamin) beobachtet, konnte jedoch keine Präzisionsmessungen durchführen. Diese Änderung der Sternposition hatte Hooke als jährliche Parallaxe gedeutet, den seit der Antike gesuchten Beweis der Bewegung der Erde um die Sonne. 
Molyneux befestigte ein speziell für diese Aufgabe von dem Londoner Gerätebauer George Graham entwickeltes Zenitteleskop an einem Kamin seines Hauses in Kew.
Die 1725 begonnenen Messungen zeigten jedoch bald, dass die Positionsänderung erstens viel zu groß war und andrerseits rechtwinklig zum erwarteten Verlauf lag. Nach der Berufung Molyneuxs zum Lord of the Admiralty setzte Bradley allein die Messungen fort, auch mit einem kleineren Teleskop mit größerem Gesichtsfeld im Hause von Bradleys Tante. Bei einem Schiffsausflug auf der Themse fand dann Bradley 1727 die Erklärung. Das Licht hat eine endliche Geschwindigkeit und benötigt daher eine endliche Zeit, um durch das von der Erde mitbewegte Teleskoprohr zu laufen.
Die beiden Wissenschaftler hatten damit nicht nur das heliozentrische Weltbild zum ersten Mal experimentell bestätigt, sondern konnten auch einen gegenüber Olaf Römer verbesserten Wert der Lichtgeschwindigkeit angeben. Aus der Nichtmessbarkeit der Parallaxe folgerten sie überdies, dass der Stern Gamma Draconis  mehr als 400.000 Erdbahnradien (6 Lichtjahre) entfernt sein müsse. In den 1990er-Jahren wurde seine Entfernung mit dem Hipparcos-Satelliten zu 148 Lichtjahren bestimmt.
1712 wurde er auf Vorschlag von Isaac Newton zum Mitglied der Royal Society gewählt.